# 富樫慧士
富樫 慧士（とがし えいじ、2001年6月27日 - ）は、日本の俳優、モデルである。山形県遊佐町出身。身長178cm。りんく合同会社所属。

## 略歴
- 2017年、第30回『ジュノン・スーパーボーイ・コンテスト』において、準グランプリ・QBナビゲーター賞を受賞[3][4]。その後、高校卒業後に上京し、バーニングプロダクションに所属する[3]。
- 2020年、『仮面ライダーセイバー』の緋道蓮 / 仮面ライダー剣斬役で俳優デビューを果たす[5][3][4]。

## 人物
- 特技は小学校から高校まで続けているバスケットボール[3]。
- 好きなスーパー戦隊シリーズは『特捜戦隊デカレンジャー』、仮面ライダーシリーズは『仮面ライダー電王』『仮面ライダーオーズ/OOO』『仮面ライダーフォーゼ』[3][4]。好きな漫画は『DEATH NOTE』[3]。

## 出演

### テレビドラマ
- 仮面ライダーセイバー（2020年10月11日 - 2021年8月29日、テレビ朝日） - 緋道蓮 / 仮面ライダー剣斬 役[6]
- 絶対BLになる世界VS絶対BLになりたくない男 シーズン2（2022年3月20日、CSテレ朝チャンネル1） - 南 役[7]
- 未来への10カウント（2022年4月14日 - 6月9日、テレビ朝日） - 槙浩介 役[8]
- 科捜研の女 2022 第7話（2022年12月6日、テレビ朝日） - 潮田純哉 役
- ホスト相続しちゃいました 第4話（2023年5月9日、カンテレ・フジテレビ系） - 小西 / DT 役
- やわ男とカタ子（2023年8月7日 - 9月25日、テレビ東京） - ミキオ 役
- 何曜日に生まれたの 第3話（2023年8月20日、ABCテレビ・テレビ朝日系） - 来栖久美の部下 役[9]

### 映画
- 仮面ライダーシリーズ（東映） - 緋道蓮 / 仮面ライダー剣斬 役
  - 劇場短編 仮面ライダーセイバー 不死鳥の剣士と破滅の本（2020年12月18日）[10]
  - セイバー+ゼンカイジャー スーパーヒーロー戦記（2021年7月22日）[11]
  - 仮面ライダー ビヨンド・ジェネレーションズ（2021年12月17日）[12]

### バラエティ
- 痛快TV スカッとジャパン（2021年9月6日、フジテレビ） - ウエンツ瑛士 役（ショートドラマ出演）[13]
- 最強スポーツ男子頂上決戦2022（2022年3月22日、TBS） - 出場選手[14]

### オリジナルビデオ
- 仮面ライダーシリーズ
  - ソードオブロゴスサーガ 後編（2021年8月4日、東映ビデオ） - 緋道蓮 役[15]
  - 仮面ライダーセイバー 深罪の三重奏（2022年5月11日、東映ビデオ） - 緋道蓮 役

### ウェブドラマ
- 仮面ライダーシリーズ
  - 仮面ライダーセイバー スピンオフ 剣士列伝 第2話（2020年11月22日、TELASA） - 主演・緋道蓮 / 仮面ライダー剣斬 役[16]
  - 仮面ライダーセイバースピンオフ 仮面ライダーサーベラ&仮面ライダーデュランダル（2022年11月20日、東映特撮ファンクラブ） - 緋道蓮 役[17]
  - 仮面ライダーアウトサイダーズ ep2 滅びの予兆とデザストの覚醒（2023年4月9日、東映特撮ファンクラブ） - 主演・緋道蓮 / 仮面ライダー剣斬 役[18]
  - ギーツエクストラ 仮面ライダータイクーン meets 仮面ライダーシノビ（2023年6月18日、東映特撮ファンクラブ） - 仮面ライダー剣斬（声） 役[19]
- 8.2秒の法則 第3話〜恋のパフェ〜（2022年6月10日、YouTube） - 鈴木蓮 役
- 君に届け（2023年3月30日、Netflix） - 野口征哉 役[注 1]
- 愛してるって、言いたい（2024年3月15日 - 5月10日、FOD） - 三浦 役[注 2]

### 舞台
- ハイスクール・ハイ・ライフ2（2023年3月17日 - 21日、R'sアートコート） - 主演・慧士 役[20]
- 12人の怒れる人々（2025年5月29日 - 6月2日、恵比寿・エコー劇場） - 陪審員5号 役
- オリジナル朗読劇 Aoharu Pallet2025「BLUE＆GREY」 【BLUE stage】（2025年7月10日 - 12日、浅草九劇） - 蒼真 役[21]
- 劇団YOLO 新作オリジナル公演 ミュージカル「イルカは記憶の海を泳ぐ」（2025年10月23日 - 26日、in→dependent theatre Oji） - 日高碧 役[22]

### CM
- QBハウス（2018年）

### ウェブアニメ
- 別冊 仮面ライダーセイバー 短編活動萬画集 第3集・第4集（2021年3月28日・5月2日、東映特撮ファンクラブ） - 緋道蓮 役

### ゲーム
- 仮面ライダーバトル ガンバライジング（2020年12月、アーケード） - 仮面ライダー剣斬 役[23]
- 仮面ライダーバトル ガンバレジェンズ（2023年、アーケード） - 仮面ライダー剣斬 役

### 玩具
- 仮面ライダーセイバー DXワンダーオールマイティワンダーライドブック（2022年2月） - 緋道蓮 / 仮面ライダー剣斬 役